# Gelasma vinosifimbria
Gelasma vinosifimbria là một loài bướm đêm trong họ Geometridae.